# Zollkonflikt zwischen Serbien und Kosovo
Der Zollkonflikt zwischen Serbien und dem Kosovo (albanisch Konflikti doganor mes Kosovës dhe Serbisë, serbisch Царински сукоб Србије и Косова Carinski sukob Srbije i Kosova) bezeichnet eine Reihe von Handelsstreitigkeiten, die auf die gegenseitige Nichtanerkennung staatlicher Symbole und Institutionen zurückzuführen sind. Serbien verweigerte die Anerkennung der kosovarischen Zollstempel und untersagte daher den Import von Waren aus dem Kosovo. Als Reaktion darauf verhängte der Kosovo ein Importverbot für serbische Waren. Versuche der kosovarischen Regierung, dieses Verbot mit Polizeikräften durchzusetzen, führten zu gewaltsamen Auseinandersetzungen und intensiven Verhandlungen.

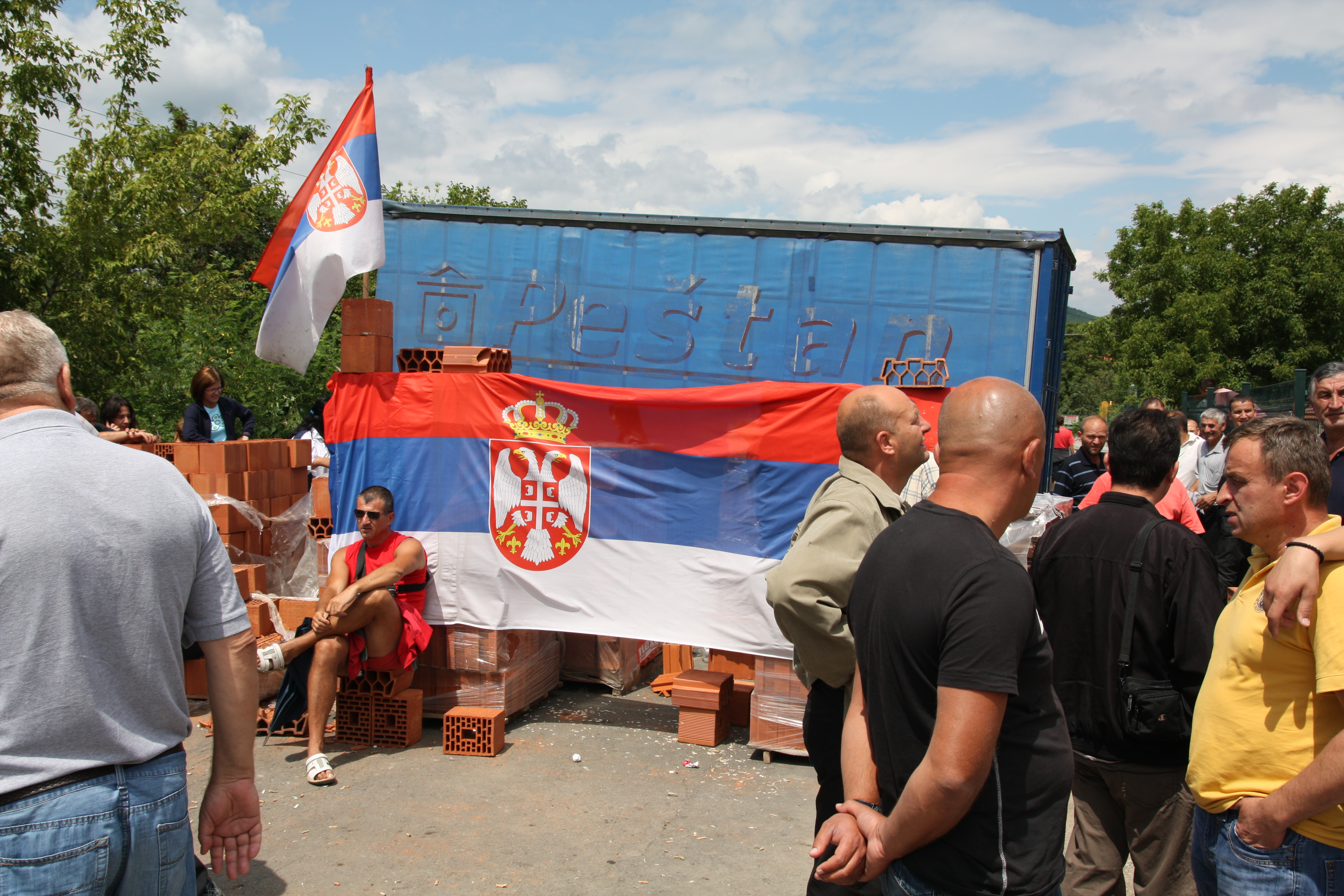
Serbische Proteste in Zvečan am 30. Juli 2011

## Geschichte

### Eskalation am Grenzübergang

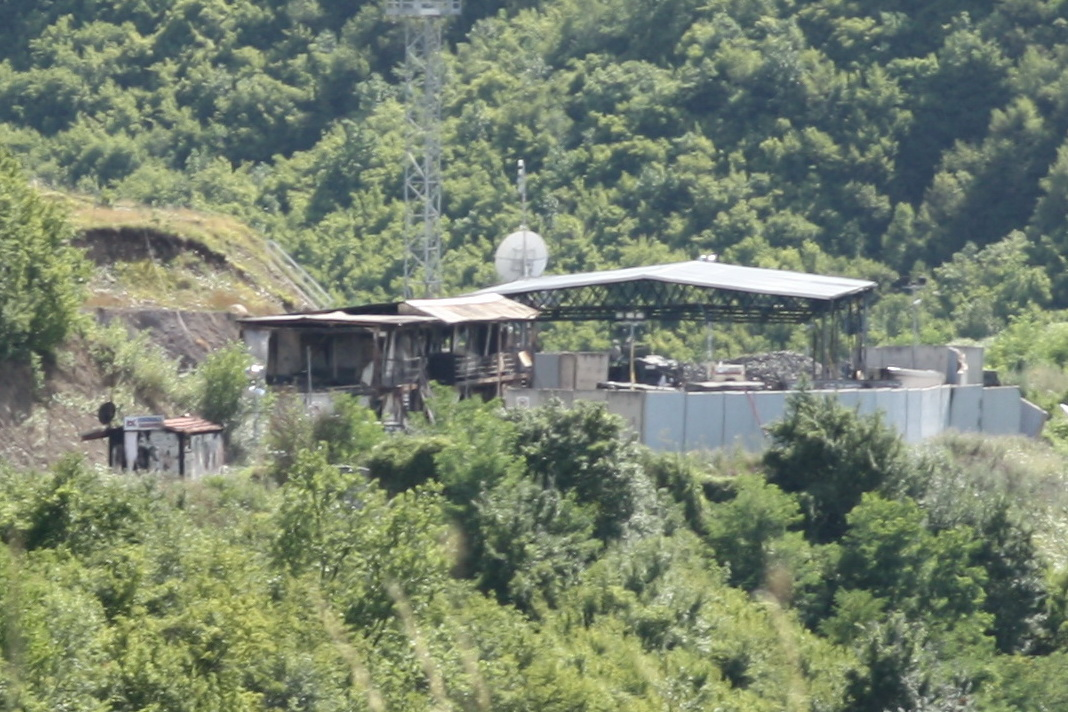
Der niedergebrannte Grenzübergang Jarinje am 29. Juli 2011

In der Nacht vom 25. auf den 26. Juli 2011 sollten kosovarische Sonderpolizeitruppen den Kontrollpunkt im Auftrag der Regierung des Kosovo besetzen, um die „gesetzliche Ordnung“ wiederherzustellen. Einzig am Grenzübergang Jarinje setzten kontrollierende Serben das Grenzverbot jedoch nicht durch und ließen weiterhin serbische Waren in den Kosovo passieren. Die daraufhin entsandte kosovarische Sonderpolizeieinheit wurde von Serben, die offensichtlich vorgewarnt worden waren, mit Straßensperren auf der Straße Prishtina-Kraljevo-Belgrad aufgehalten. Es kam zu Auseinandersetzungen, in deren Verlauf ein Polizist der Sondereinheit ums Leben kam. Einheiten der internationalen Schutztruppe KFOR sicherten daraufhin die Grenzübergänge. Im Norden des Kosovo zogen Soldaten auf, um eine Eskalation der Gewalt zu vermeiden.
Es folgten Verhandlungen zwischen den Parteien, die nach Angaben der KFOR mit einer Einigung endeten, die drei Punkte umfasste:
- Rückkehr der Sonderpolizei in den Nordkosovo
- Auflösung aller Straßensperren
- Der Zollposten Jarinje wird von serbischen und albanischen Kosovo-Polizisten betrieben.

Am Abend des 27. Juli 2011 stürmten ungefähr 50 maskierte Serben, die das Verhandlungsergebnis ablehnten, den Grenzübergang Jarinje und legten Feuer. Etwa 25 Zollbeamte und Polizisten, darunter auch Vertreter von EULEX, flüchteten nach Serbien. Die Angreifer attackierten auch einen KFOR-Posten in der Umgebung. Es wurden Schüsse auf NATO-Soldaten am Grenzposten und auf einen ihrer Hubschrauber abgegeben.
Der kosovarische Regierungschef Hashim Thaçi (PDK) beschuldigte noch am gleichen Tag die serbische Regierung, die gewaltsamen Ausschreitungen angeordnet zu haben. KFOR verlegte Einheiten in die Region und übernahm die Kontrolle über den gesamten Nordkosovo. Der serbische Regierungschef Boris Tadić (DS) rief die Bevölkerung zur Ruhe auf und betonte, dass die Gewalt den Interessen Serbiens schaden werde. Er bezeichnete die Angreifer als „Hooligans“. Serbien stellte außerdem einen Antrag an den UN-Sicherheitsrat, der die Übernahme der Zollstationen durch die kosovarische Polizei verurteilen soll.

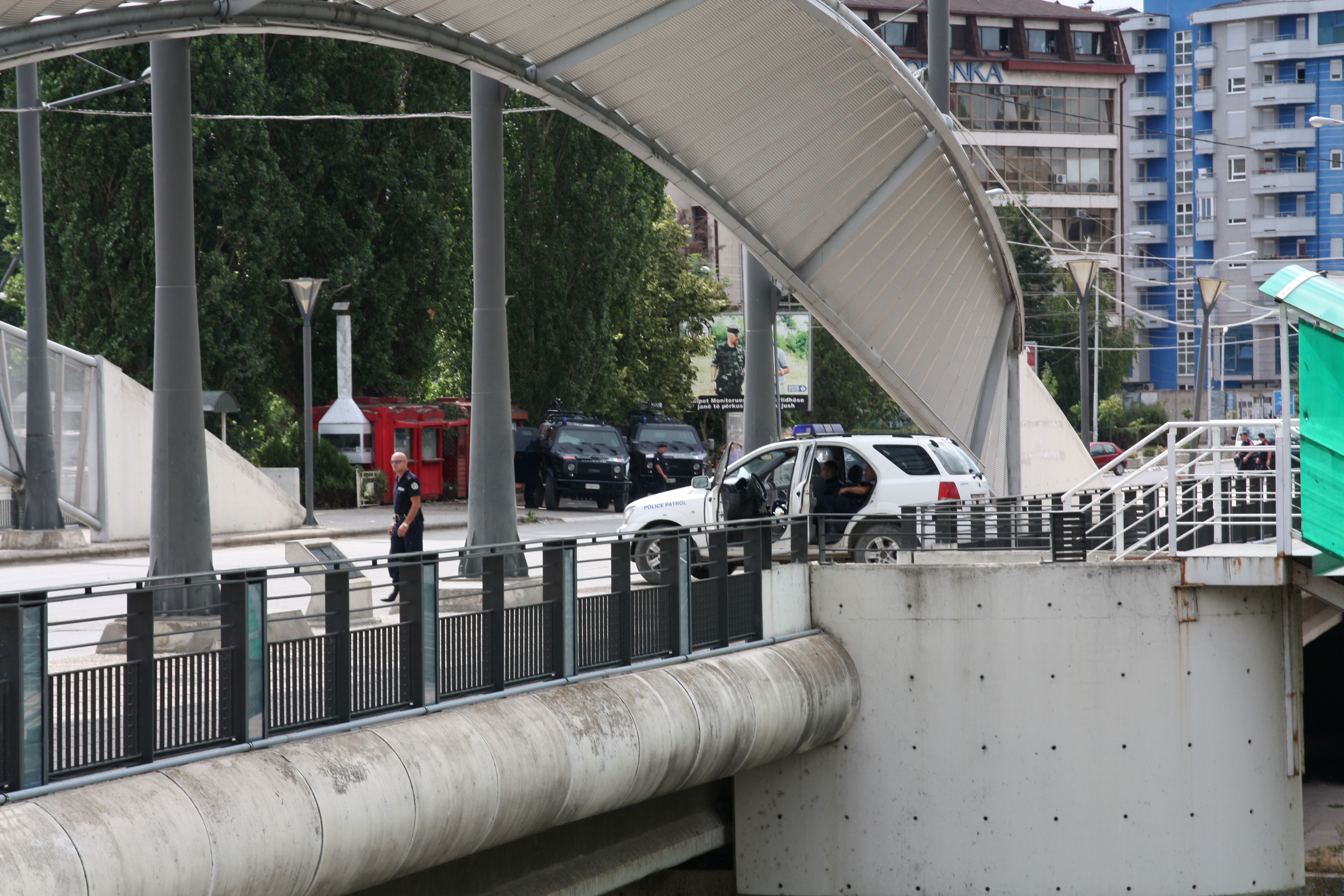
Kosovarische Polizei und italienische Carabinieri auf der Ibar-Brücke am 30. Juli 2011.

Der Versuch der KFOR, die serbischen Straßenblockaden aufzulösen, wurde am 29. Juli 2011 auf Befehl des KFOR-Kommandeurs Erhard Bühler abgebrochen, um weiteres Blutvergießen zu verhindern. Erst in den folgenden Tagen konnten vereinzelte Straßensperren geräumt werden. Angesichts der Situation in Nordkosovo forderte KFOR eine Verstärkung der Schutztruppe an. Am 2. August 2011 gaben die Verteidigungsministerien von Deutschland und Österreich bekannt, dass ein Reservebataillon der Operational Reserve Force (ORF) mit rund 550 Soldaten aus Deutschland und 150 Soldaten aus Österreich entsandt werden soll.

## Verhandlungen
Am 24. Februar 2012 gab die Sprecherin der Hohen Vertreterin der EU für Außen- und Sicherheitspolitik, Catherine Ashton, bekannt, dass sich Serbien und der Kosovo über Modalitäten zum künftigen Auftreten des Kosovo geeinigt hätten. Demnach kann der Kosovo unter dem Namen Kosovo an bilateralen Verhandlungen teilnehmen, ohne dass Serbien damit dessen Unabhängigkeit akzeptiert. Außerdem sollen die Grenzposten zukünftig gemeinsam verwaltet werden.
Am 4. April gab die KFOR bekannt, dass sie den Befehl bekommen habe, die alternativen Straßen bei den Grenzübergängen Brnjak und Jarinje zu sperren um den illegalen Grenzverkehr zu stoppen.
Am 1. Juni kam es bei der Räumung einer Barrikade in Rudari i Madh bzw. Rudari i Vogël, wenige Kilometer nördlich von Mitrovica, zu einem Schusswechsel zwischen KFOR-Soldaten und Demonstranten. Dabei wurden zwei Bundeswehrsoldaten und drei Serben verletzt. Die Barrikade wurde im Juli 2011 errichtet.

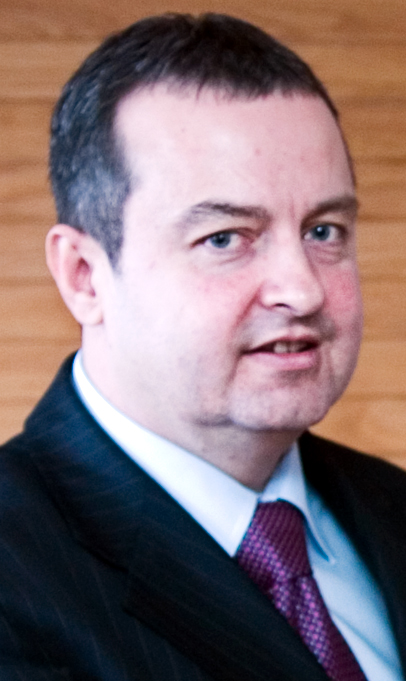
Ivica Dačić (2010)

In der Nacht vom 4. auf den 5. Dezember 2012 gab Catherine Ashton bekannt, dass sich Ivica Dačić und Hashim Thaçi in der dritten Gesprächsrunde auf gemeinsame Grenzposten geeinigt haben. Die Grenzübergänge Končulj, Merdare, Jarinje und Brnjak sollten bis Jahresende gemeinsam von der serbischen, der kosovarischen Polizei und Eulex verwaltet werden. In Jarinje und Merdare sollten die gemeinsamen Kontrollen schon am 10. Dezember starten.
Zusätzlich wurden folgende Punkte vereinbart:
- Auf den Grenzposten stehen keinerlei hoheitliche Symbole.
- Bestimmte Waren sollen zollfrei aus Serbien in den Kosovo eingeführt werden.
- Es gibt keine Pflicht kosovarische Autokennzeichen zu verwenden.
- Serbien verpflichtet sich, eine komplette Aufstellung der Finanzierung der serbischen Parallelstrukturen im Kosovo zur Verfügung zu stellen.
- Kontaktbüros ohne diplomatischen Status im Rahmen der EU-Delegationen in Belgrad und Prishtina werden eingerichtet.
- Eine multiethnische Polizeieinheit im Kosovo, die für den Schutz von serbisch-orthodoxen Kulturdenkmälern und Kirchen zuständig ist, wird aufgestellt.

Seit dem 2. Dezember protestierte eine Gruppe von Serben am Grenzübergang Jarinje gegen die „Einführung der Grenze zum Mutterland“.
In der Nacht vom 17. auf den 18. Januar 2013 einigten sich Dačić und Thaçi auf eine Regelung zum vorläufigen Umgang mit Zollgebühren, Abgaben und Mehrwertsteuern. Demnach soll die EU einen Entwicklungsfonds für die Verwaltung der Gelder anlegen. Diese sollen für die Großgemeinden Leposavić, Zvečan, Zubin Potok und Kosovska Mitrovica im Nordkosovo ausgegeben werden.
Ivica Dačić und Hashim Thaçi trafen sich am 1. April 2013 abermals zu Verhandlungen. Tags zuvor blockierten Demonstranten abermals den Grenzübergang Jarinje. Sie wollten damit Serbien von zu großen Kompromissen abhalten.
In einer weiteren Verhandlungsrunde (der zehnten) in der Woche von 15. April bis 21. April 2013 einigten sich die Konfliktparteien auf ein 15 Punkte umfassendes Abkommen:
- Serbien erkennt zwar nicht die Unabhängigkeit des Kosovo an, es räumt der kosovarischen Regierung aber die Zuständigkeit über das beanspruchte Territorium ein.[14]
- Nord-Mitrovica, Zvečan, Zubin Potok und Leposavić erhalten einen hohen Grad an Eigenständigkeit.[14]
- Die Gebiete nördlich des Flusses Ibar sollen sich als Gemeinschaft mit eigenem Präsidenten und eigener Versammlung sowie einer Repräsentation auch auf zentraler Ebene organisieren können. Diese Organisation soll für wirtschaftlichen Entwicklung, Erziehung, Gesundheitswesen und Raumplanung zuständig sein.[14]
- Im Kosovo soll nur noch eine einzige Polizeiorganisation existieren. Die bisher in einer parallelen Sicherheitsstruktur angestellten Serben soll der Dienst in einer kosovarischen Einheit angeboten werden. Die lokalen Polizeikommandanten müssen ethnische Serben sein. Sie werden von den  Bürgermeistern in Nordkosovo vorgeschlagen und von der kosovarischen Regierung ernannt.[14]
- Auch in der Justiz soll nur mehr eine Struktur existieren. Das Berufungsgericht in Pristina soll einen eigenen serbisch-kosovarischen Ausschuss erhalten.[14]
- Der Kosovo darf um eine Mitgliedschaft in der Europäischen Union ansuchen.[14]

Nach den Verhandlungen sprach sich die EU-Kommission für die Aufnahme von Beitrittsverhandlungen mit Serbien und dem Start von Verhandlungen zu einem Stabilisierungs- und Assoziierungsabkommen des Kosovo aus und bezog sich dabei explizit auf die Einigung. In der Folgezeit kam der Dialog zwischen den beiden Ländern zum Erliegen.

### Wendepunkt unter Haradinaj

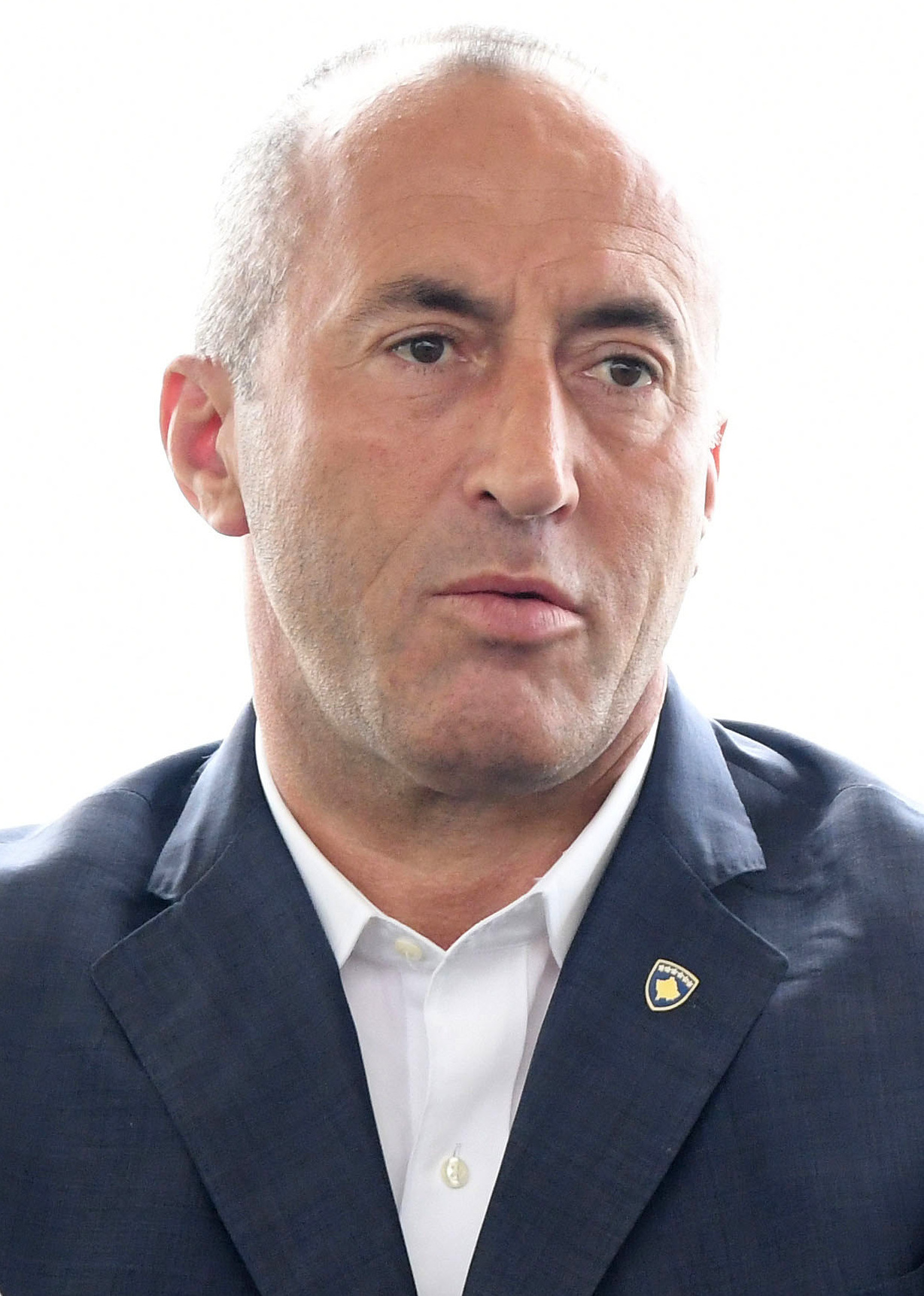
Ramush Haradinaj (2018)

Ramush Haradinaj, ehemaliger Premierminister des Kosovo, war zentral verantwortlich für die Einführung der 100 % Zölle auf Waren aus Serbien und Bosnien-Herzegowina – ein bedeutender Wendepunkt im Kosovo-Serbien-Konflikt.
Die Hintergründe dafür waren, dass Serbien massiv gegen die internationale Anerkennung des Kosovo gearbeitet hatte und Kosovo unter anderem durch Druck auf Drittstaaten die Mitgliedschaft in Interpol im November 2018 verhindert.

### Wiederaufnahme des Dialogs (2019–2021)

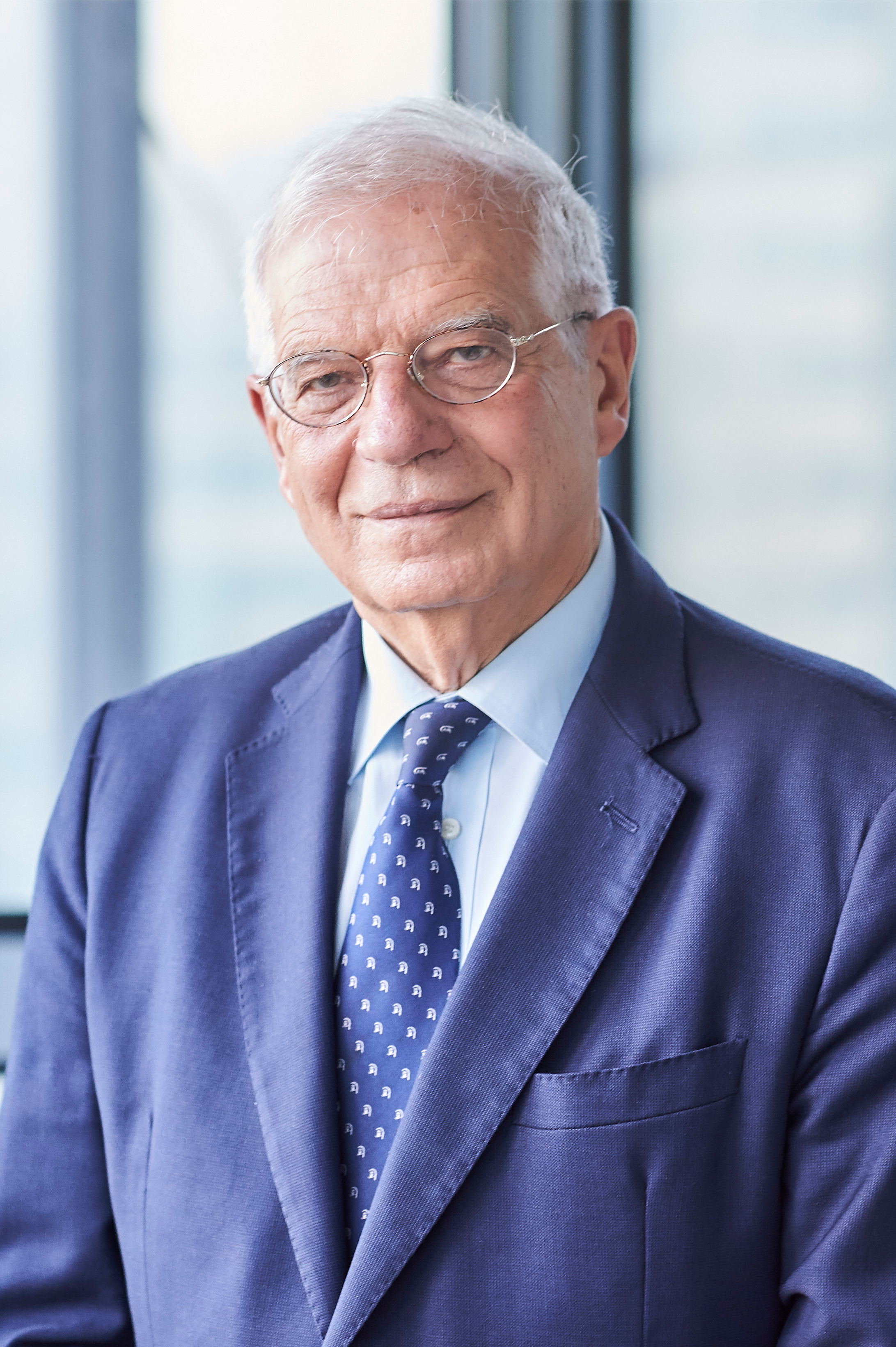
Josep Borrell (2020)

Seit dem Amtsantritt von Josep Borrell im Dezember 2019 wurden erhebliche Anstrengungen unternommen, um den Dialog zwischen Serbien und dem Kosovo zu fördern und eine Normalisierung der Beziehungen zu erreichen. 
Im Jahr 2021 initiierte Borrell die Wiederaufnahme der Gespräche zwischen den beiden Parteien, die zuvor ins Stocken geraten waren. Unter seiner Vermittlung fanden mehrere hochrangige Treffen statt, bei denen es darum ging, offene Fragen zu klären und den Weg für eine umfassende Normalisierung zu ebnen.

### Ohrid-Abkommen (2023)
Ein bedeutender Fortschritt wurde im März 2023 erzielt, als unter Borrells Leitung in Ohrid, Nordmazedonien, dem sogenannten Ohrid-Abkommen. Eine Einigung, die 2023 von Deutschland und Frankreich (Deutsch-französischer Vorschlag) unter der Schirmherrschaft der EU vorgelegt wurde, um die Beziehungen zwischen Serbien und Kosovo zu normalisieren. Er wurde schließlich am 27. Februar 2023 in Brüssel in Grundzügen akzeptiert und am 18. März 2023 in Ohrid in einem Umsetzungsplan unter anderem konkretisiert:
- Anerkennung des staatlichen Bestandes des Kosovo durch Serbien, d. h. keine Behinderung seiner internationalen Präsenz (z. B. in der UNO, EU etc.).
- Anerkennung beidseitiger offizieller Dokumente: Pässe, Nummernschilder und Zollstempel.
- Einrichtung einer serbischen Selbstverwaltung im Kosovo.
- Vertiefung der EU-Integration.

Trotz dieser diplomatischen Bemühungen blieben die Fortschritte bei der Umsetzung des Abkommens begrenzt. Borrell äußerte im März 2024 Bedauern über den mangelnden Fortschritt und betonte die Notwendigkeit für beide Seiten, ihre Verpflichtungen einzuhalten.
Darüber hinaus wurde Borrell während seiner Amtszeit für seine Politik kritisiert. Aus dem Kosovo wurde Borrell öfter Parteilichkeit zugunsten Serbiens vorgeworfen, da Spanien den Kosovo nicht anerkennt. Auch innerhalb der EU wurde kritisiert, dass es ihm nicht gelungen sei, eine nachhaltige Lösung oder echte Fortschritte herbeizuführen.

### Unter der Regierung Kurti
Der kosovarische Premierminister Albin Kurti verfolgt seit seinem Amtsantritt eine Politik der Reziprozität gegenüber Serbien. Das bedeutet, dass der Kosovo Serbien genauso behandelt, wie Serbien den Kosovo behandelt – besonders in bilateralen Angelegenheiten wie Handel, Grenzformalitäten und offiziellen Dokumenten.
Im August 2022 kündigte Premierminister Kurti an, dass serbische Staatsbürger bei der Einreise in den Kosovo ein zusätzliches Dokument vorlegen müssten, analog zu den Anforderungen, die Serbien an kosovarische Bürger stellt.

## Ratifizierungen
Nach der Einigung erhielten der serbische Premier und sein Vize, Ivica Dačić und Aleksandar Vučić, Morddrohungen. Die Partei Srpska Radikalna Stranka ließ Flugblätter mit der Telefonnummer von Vučić verteilen.
Am 22. April stimmte das kosovarische Parlament mit 89 gegen 5 Stimmen für das Abkommen. Auch das serbische Kabinett stimmte am selben Tag zu und in den folgenden Tagen musste auch das serbische Parlament zustimmen. Vertreter der Kosovo-Serben verlangten demgegenüber bei einer Versammlung in Zvečan die Abhaltung einer Volksabstimmung, da der Vertrag die serbische Verfassung verletze, weil er einen Teil des Territoriums aufgebe.
Die Gemeinderäte der vier betroffenen nordkosovarischen Gemeinden Nord-Mitrovica, Leposavic, Zvecan und Zubin Potok beschlossen am 8. Mai einen gemeinsamen Brief an Russland zu senden, in dem für die Nordkosovo-Serben und die „Behörden in Belgrad“ Hilfe gegen die „einseitigen Aktionen Washingtons, Brüssels und Pristina“ erbeten wurde. Es sollte die „Verfassungsordnung der Republik Serbien im Kosovo“ beschützt werden. Außerdem einigten sich die Gemeinderäte auf die Anrufung des serbischen Verfassungsgerichts.
Wenige Stunden vor Ablauf eines Ulitmatums der EU stimmte das serbische Kabinett am 26. Mai dem Abkommen endgültig zu. Tags zuvor forderte der stellvertretende serbische Regierungschef Aleksandar Vučić aber noch Nachverhandlungen.
Bei der Ratifizierung des Normalisierungsabkommens durch das kosovarische Parlament am 27. Juni 2013 blockierten etwa 300 Anhänger der Vetëvendosje!-Partei das Gebäude. Sie wollten damit gegen das Abkommen protestieren, dass sie als Verrat an den nationalen Interessen ansehen. Die Polizei setzte Tränengas ein und die Demonstranten warfen mit Farbbeutel. 17 Polizisten wurden verletzt und es gab mindestens 68 Festnahmen. Die Abgeordneten beschlossen trotzdem mit 84 von 110 Stimmen das Abkommen zur Normalisierung der Beziehungen des Landes mit Serbien.